# Electrocoagulació (medicina)
Amb l'electrocoagulació es fan vibrar Les molècules del teixit provocant un ràpid augment de la temperatura, amb la coagulació de les seves proteïnes del teixit i matant efectivament el teixit. En aplicacions de major potència, és possible la dessecació completa del teixit. S'utilitza una sonda de cable fi o un altre mecanisme de lliurament per transmetre les ones de ràdio als teixits en contacte amb la sonda.
S'utilitza per a tractament de lesions de la pell, del coll uterí, del tub digestiu, etc.